# Diana Gómez
Diana Gómez (Igualada, 7 marzo 1989) è un'attrice spagnola di televisione, cinema e teatro.

## Carriera
Nata nel 1989, ha iniziato a recitare in teatro, da bambina, sostenuta dai suoi genitori. Ha recitato al Teatro Ateneo di Capellades e, per tre anni alla Scuola Eolia di  Barcellona.
È conosciuta principalmente per Little Ashes del 2008, Eloïse del 2009, Il segreto nel 2012 e Faraday del 2013. Successivamente ha partecipato a diverse serie TV, tra cui El día de mañana. Ha partecipato alla terza e alla quarta parte della seconda stagione (2019) della serie televisiva spagnola La casa di carta interpretando Tatiana, la quinta moglie di Berlino. Tra il 2020 e il 2025 interpreta il ruolo di Valeria Ferríz, nelle quattro stagioni dell’omonima serie tv Valeria, tratta dai libri di Elisabét Benavent. 

## Filmografia

### Cinema
- Transeúntes, regia di Luis Aller (1994)
- La comunidad - Intrigo all'ultimo piano (La comunidad), regia di Álex de la Iglesia (2000)
- Salvador - 26 anni contro (Salvador (Puig Antich)), regia di Manuel Huerga (2006)
- La despedida, regia di Sergi Vizcaino (2008)
- Atlas de geografia umana, regia di Azucena Rodríguez (2007)
- Little Ashes, regia di Paul Morrison (2008)
- Eloïse, regia di Jesús Garay (2009)
- Any de Gràcia, regia di Ventura Pons (2011)
- Faraday, regia di Norberto Ramos del Val (2013)
- Los inocentes, regia di Carlos Alonso (2013)
- Las altas presiones, regia di Ángel Santos (2014)
- El virus de la por, regia di Ventura Pons (2015)
- L'enigma Verdaguer, regia di Lluís Maria Güell (2019)

### Televisione
- La via Augusta – serie TV (2007)
- Jo, el desconegut, regia di Joan Mallarach - film TV (2007)
- Cuenta atrás - serie TV, episodio 2x14 (2008)
- Águila roja - serie TV, episodi 1x11 e 4x05 (2009-2011)
- El pacto - miniserie TV (2010)
- Barcelona, ciutat natural – miniserie TV (2011)
- Concepción Arenal, la visitadora de cárceles, regia di Laura Mañá – film TV (2012)
- Il segreto – serial TV, 148 episodi (2012-2013)
- Las aventuras del capitán Alatriste – serie TV, 13 episodi (2013)
- El crac – serie TV, 22 episodi (2014-2017)
- Habitaciones cerradas - miniserie TV (2015)
- Io so chi sei (Sé quién eres) - serie TV, 9 episodi (2017)
- Vida privada - miniserie TV (2018)
- El día de mañana - miniserie TV, 4 episodi (2018)
- 45 revoluciones - serie TV (2019)
- La casa di carta (La casa de papel) – serie TV, 5 episodi (2019-2020)
- Valeria - serie TV (2020–2025)

### Cortometraggi
- El Secreto de Lidia, regia di Iván If García (2005)
- Con lengua, regia di Anna Rodríguez Costa (2006)
- La desepida, regia di Sergi Vizcaino (2008)
- Socarrat, regia di David Moreno (2009)

## Teatro
- La ciutat di Martin Crimp, Sala Beckett di Barcellona, regia di Víctor Muñoz (2009)[1]
- Esthetic Paradise di Victòria Szpunberg, Sala Beckett di Barcellona, regia di Carol López (2009)[2]
- Terra baixa di Àngel Guimerà, Teatre Romea di Barcellona, regia di Hasko Weber (2009)[3]

## Doppiatrici italiane
Nelle versioni in italiano nelle opere in cui ha recitato, Diana Gómez è stata doppiata da:
- Mattea Serpelloni in La casa di carta, Io so chi sei
- Barbara Pitotti in Il segreto
- Eva Padoan in Valeria